# 톈진 줄리어드 스쿨
톈진 줄리어드 스쿨(영어: Tianjin Juilliard School, 중국어: 天津茱莉亚学院, 다른이름: 텐진 줄리어드 스쿨, 톈진 줄리아드 스쿨)은 줄리어드 스쿨(The Juilliard School)의 첫 글로벌 캠퍼스로 중국 톈진시(天津)에 있는 음악학교이다.

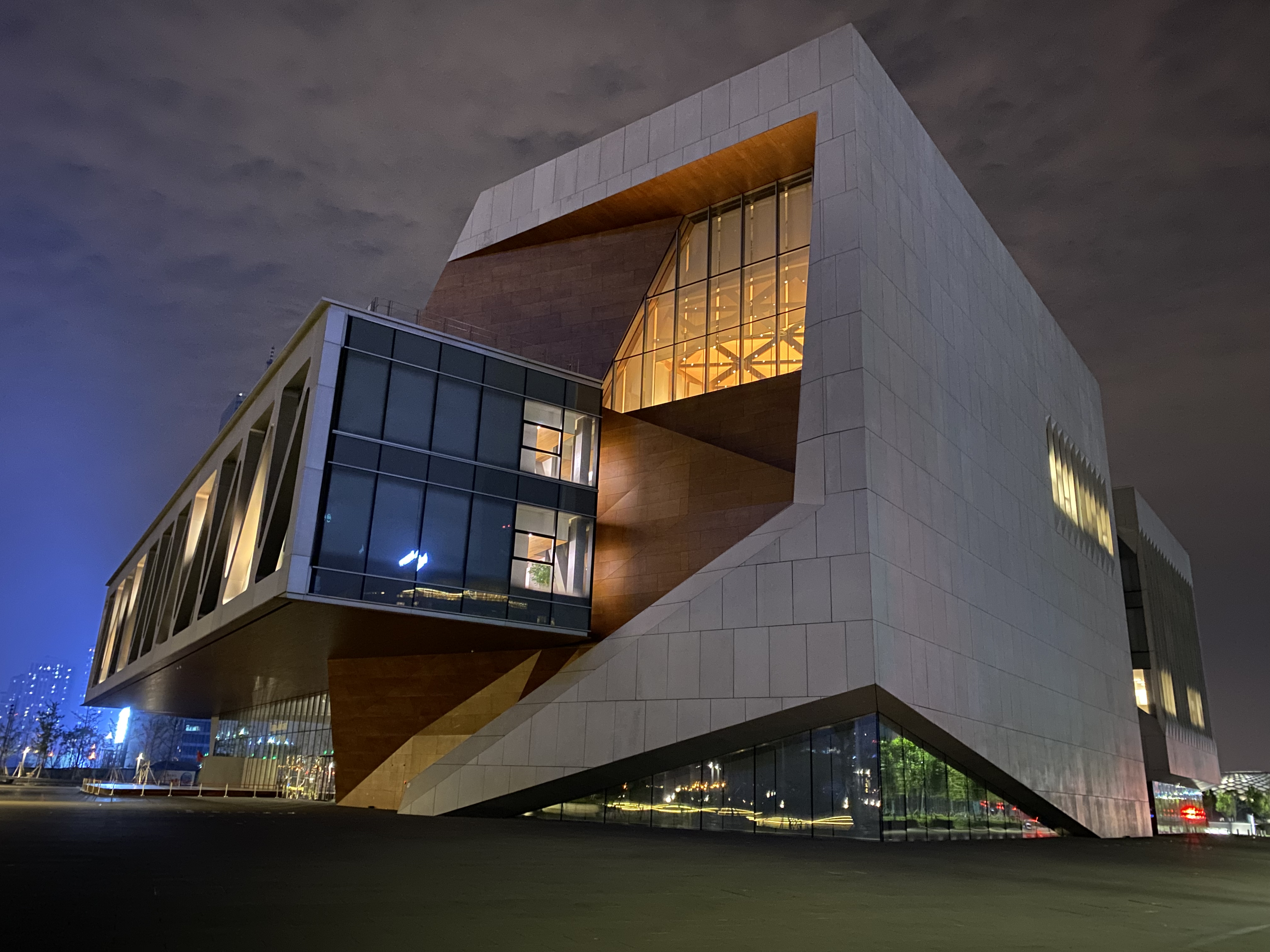
톈진 줄리어드 스쿨

1984년부터 2018년까지 줄리어드 스쿨 총장을 역임한 조지프 폴리시(Joseph Polisi)가 톈진 줄리어드 스쿨의 총책임자인 이사회 의장으로 부임하였으며 Alex Brose CEO와 더불어 웨이허(Wei He) 학장이 이끌고 있다.

텐진 줄리어드 스쿨은 예술학사(BFA/BM), 음악석사(MM), 음악학박사(DMA), 연주자과정(GD),  최고연주자과정(AD) 5개의 학위 프로그램을 제공하는 뉴욕 줄리어드 스쿨과 달리 관현악, 실내악, 피아노반주학 전공의 음악석사과정(Master of Music)만 개설되어 뉴욕 줄리어드 스쿨과 똑같은 미국 석사 학위(U.S.-accredited Master of Music Degree)를 제공한다. 더불어 토요일에 운영하는 8세~18세를 위한 예비학교(Pre-College)와 일반인을 위한 평생교육원도 운영중이다.
톈진 줄리어드는 톈진음악원(The Tianjin Conservatory of Music), 톈진 경제기술개발구(Tianjin Economic-Technological Development Area Administrative Commission), 톈진신금융투자유한책임회사 (Tianjin Innovative Finance Investment Company (T.I.F.I.)와 파트너쉽을 맺고있다.
중국 톈진시 빈하이구 유지아푸 지역 강변에 위치하고 있으며 350,000 제곱피트(약 1만평)의 부지에 지어진 신축 건물은 2009년 뉴욕 줄리어드 증축공사와 맨하탄 하이라인파크를 이끌었던 건축사무소인 딜러 스코피디오+렌프로(Diller Scofidio + Renfro)가 디자인하였다. 687석 규모의 콘서트홀, 299석의 리사이틀홀, 250석의 블랙박스 시어터가 있으며 수업용 교실 12개, 레슨실 22개, 개인연습실 84개가 다양한 각도에서 자연광이 들어오는 독특한 디자인의 건축물로 완성되었다.

## 참고 문헌
- 미국에 가지 않고 미국 줄리어드음대 석사학위를? - 에듀동아
- “향후 50년 클래식 중심은 중국” 텐진줄리어드음대 예비학교 오픈 - 중앙일보